# Юність (стадіон, Мозир)
Стадіон «Юність» (біл. Стадыён «Юнацтва») — футбольний стадіон у місті Мозир, Білорусь, домашня арена ФК «Славія-Мозир».
Стадіон побудований та відкритий у 1992 році. Його будівництво розпочалося ще в 1979 році. Тоді це був стадіон середньої школи № 3. Пізніше на ньому почав грати професійний футбольний клуб МВКЦ (нині ФК «Славія-Мозир»). У травні 1996 року розпочався перший етап реконструкції стадіону: була побудована адміністративна будівля, заасфальтовані бігові доріжки, розширене поле, а також з'явилися перші, тоді ще з дерев'яними лавами, трибуни. Пізніше, в 1997—1998 роках, на трибунах були встановлені пластикові крісла, а також була побудована спеціальна будівля з роздягальнями та приміщеннями для суддів. 3 листопада 1995 року за матчем мозирського МВКЦ проти мінського «Динамо» на стадіоні «Юність» спостерігало 19 500 осіб. Ця цифра донині залишається рекордною за відвідуваністю матчів чемпіонату Білорусі.
Арена має одну відкриту трибуну, на якій розташована адміністративна будівля з приміщеннями для VIP-персон та преси. З другого боку трибуни знаходиться будівля з роздягальнями та приміщеннями для суддів. У 2010 році на стадіоні було встановлено електронне табло, але з 2012 року воно не працює, і рахунок оновлюється на механічному табло, яке розташоване на пагорбі біля споруди. Підігрів та освітлення поля відсутні, бігові доріжки навколо поля заасфальтовані.